# 青野村 (岐阜県)
青野村（あおのむら）は、かつて岐阜県不破郡に存在した村である。
現在の大垣市青野町などに該当する。

## 歴史
- 1889年（明治22年）7月1日 - 町村制により青野村が発足。
- 1897年（明治30年）4月1日 - 青墓村、榎戸村、昼飯村、矢道村と合併し、青墓村が発足。同日青野村は廃止。

## 神社・仏閣
- 美濃国分寺